# إرنست أوغسطس أمير هانوفر (1914-1987)
إرنست أوغسطس أمير هانوفر (بالإنجليزية: Ernest Augustus, Prince of Hanover) (بالألمانية: Ernst August von Hannover) (18 مارس 1914 - 9 ديسمبر 1987) كان رئيسا لبيت هانوفر في الفترة من عام 1953 حتى وفاته في 9 ديسمبر 1987.

## عن حياته
ولد الأمير إرنست في 18 مارس 1914، في ، براونشفايغ، برونزويك، ألمانيا وكان رئيسا لبيت هانوفر من عام 1953 حتى وفاته في 9 ديسمبر 1987.

## وفاته
توفي الأمير إرنست في 9 ديسمبر 1987 في ، شولنبرغ، ، ساكسونيا السفلى، ألمانيا عن عمر يناهز 73 سنة.

## روابط خارجية
- إرنست أوغسطس أمير هانوفر على موقع مونزينجر (الألمانية)